# Marko Miljanov
Marko Miljanov Popović (en serbe : Марко Миљанов Поповић), né le 25 avril 1833 à Medun et mort le 2 février 1901 à Herceg Novi, est un guerrier et un poète serbe.

## Biographie
Marko Miljanov Popović Kuč est né dans une éminente famille dans le village de Medun proche de Podgorica. Il a une famille chrétien orthodoxe d'origine serbe. Comme beaucoup de ses compatriotes, il participe dans sa jeunesse aux attaques contre les Turcs.
En 1856, il se rend dans la capitale Cetinje pour entrer au service de Danilo Petrović-Njegoš dans l'unité de garde appelé les perjanici. Pour sa bravoure et ses raids victorieux en territoire turc mais aussi comme homme de confiance, il obtient en 1862 la position de chef et juge du clan des Bratonožići. Pour son intervention lors du regroupement du clan Kuči avec le Monténégro en 1874, les Turcs mettent sa tête à prix . La même année, il est nommé au sénat du Monténégro (transformé en conseil d'état depuis 1879). Pendant le conflit opposant le Monténégro aux ottomans en 1876-1878, il dirige les forces monténégrines lors de la victoire de la bataille de Fundina. Après un désaccord avec le prince Nikola Ier Petrović-Njegoš en 1882, il doit quitter le Conseil d'état et il décide de se retirer de la vie publique pour retourner à sa ville natale Medun.
C'est à ce moment, à 50 ans, que Marko Miljanov décide d'apprendre à lire. Il était en effet, comme la plupart de ses compatriotes, analphabète. Bien que plus contemporain que l'autre grand écrivain monténégrin Petar II Petrović-Njegoš, il est plus proche du peuple. En raison de son manque d'apprentissage et de cette proximité, il a exprimé plus directement et sans ambages ce qu'il a trouvé chez les gens. Il déclare explicitement que l'homme est gouverné par des forces supérieures au bien et au mal : « C'est interdit par la Nature, c'est interdit par le Sang qui renferme des forces divines qui règnent par delà ce que l'Homme définit comme le Bien et le Mal. ». Miljanov est fasciné par le Bien, l'Humanité et la raison plus que par les impératifs supérieurs aux hommes.
Il décède le 2 février 1901 à Herceg Novi.

## Ouvrages
Marko Miljanov est l'auteur ne plusieurs poèmes épiques mais l'on retiendra ses trois œuvres principales : Exemples d'humanité et de bravoure publié en 1901, un recueil sur son clan des Kuči (en), décrivant les mœurs et l'histoire du clan, publié en 1904 et enfin Vie et coutume des Albanais publié en 1908. Tous ses ouvrages ont été publiés de façon posthume.
Il est à noter que Marko Miljanov n'a appris à lire et à écrire qu’après ses 50 ans ce qui peut paraitre étonnant pour un écrivain de renommée nationale.

## Hommages
Depuis 1971, un musée est consacré à Marko Miljanov à Medun proche de Podgorica.

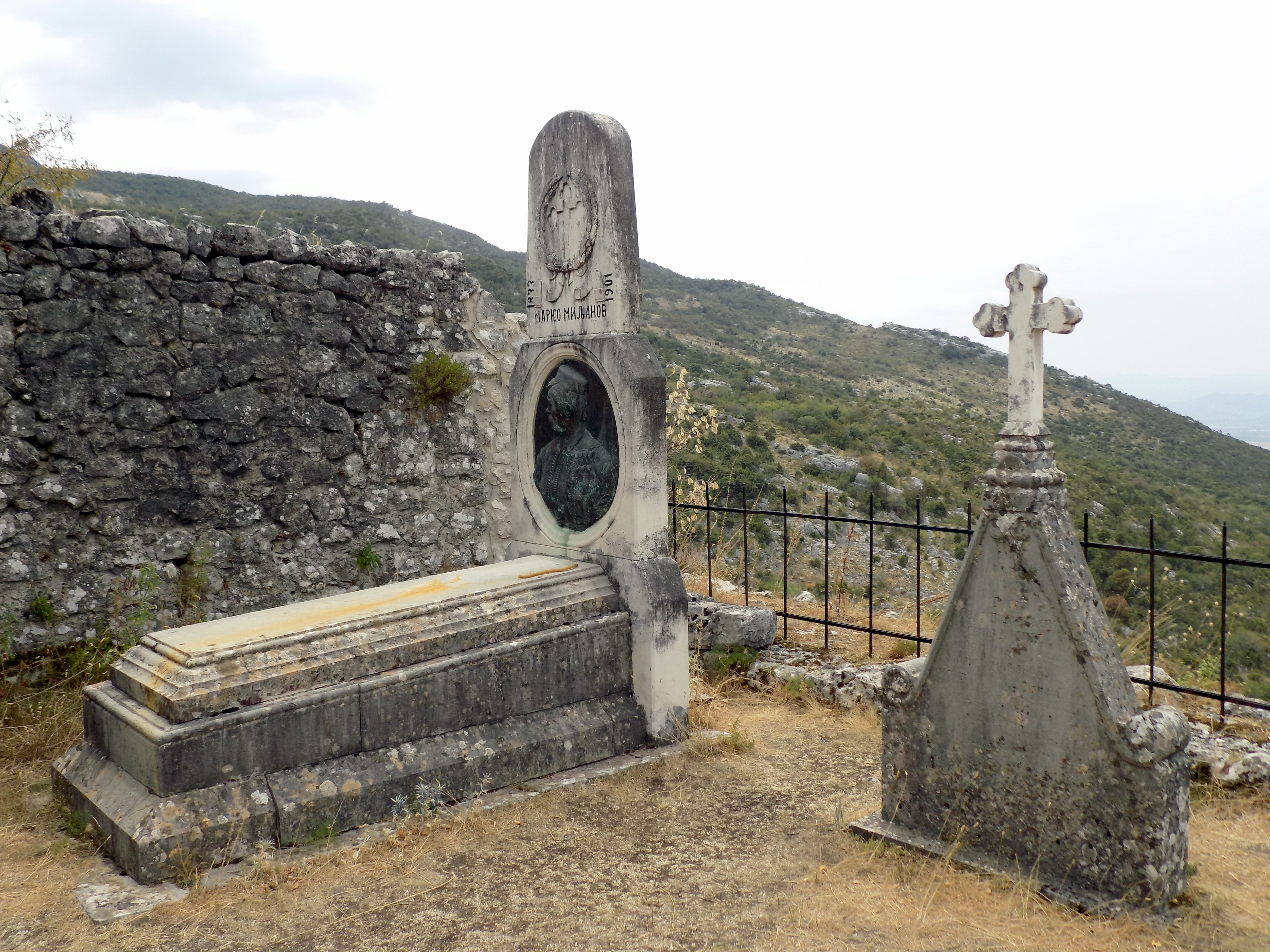
Tombe de Marko Miljanov sur la forteresse Meteon (à droite un monument érigé par sa femme Stefa, et à gauche un autre, érigé plus tard par le peuple)
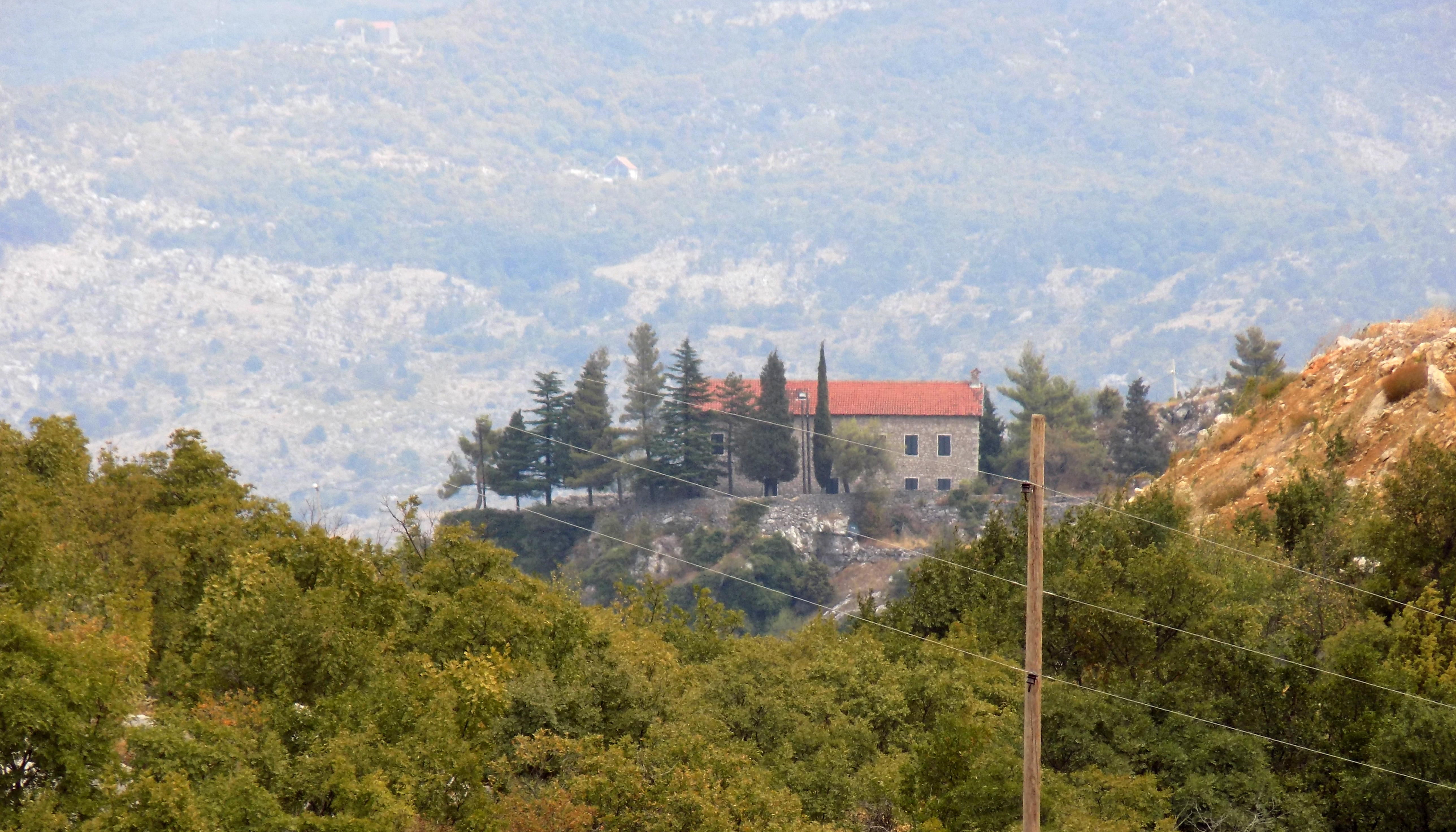
Musée de Marko Miljanov
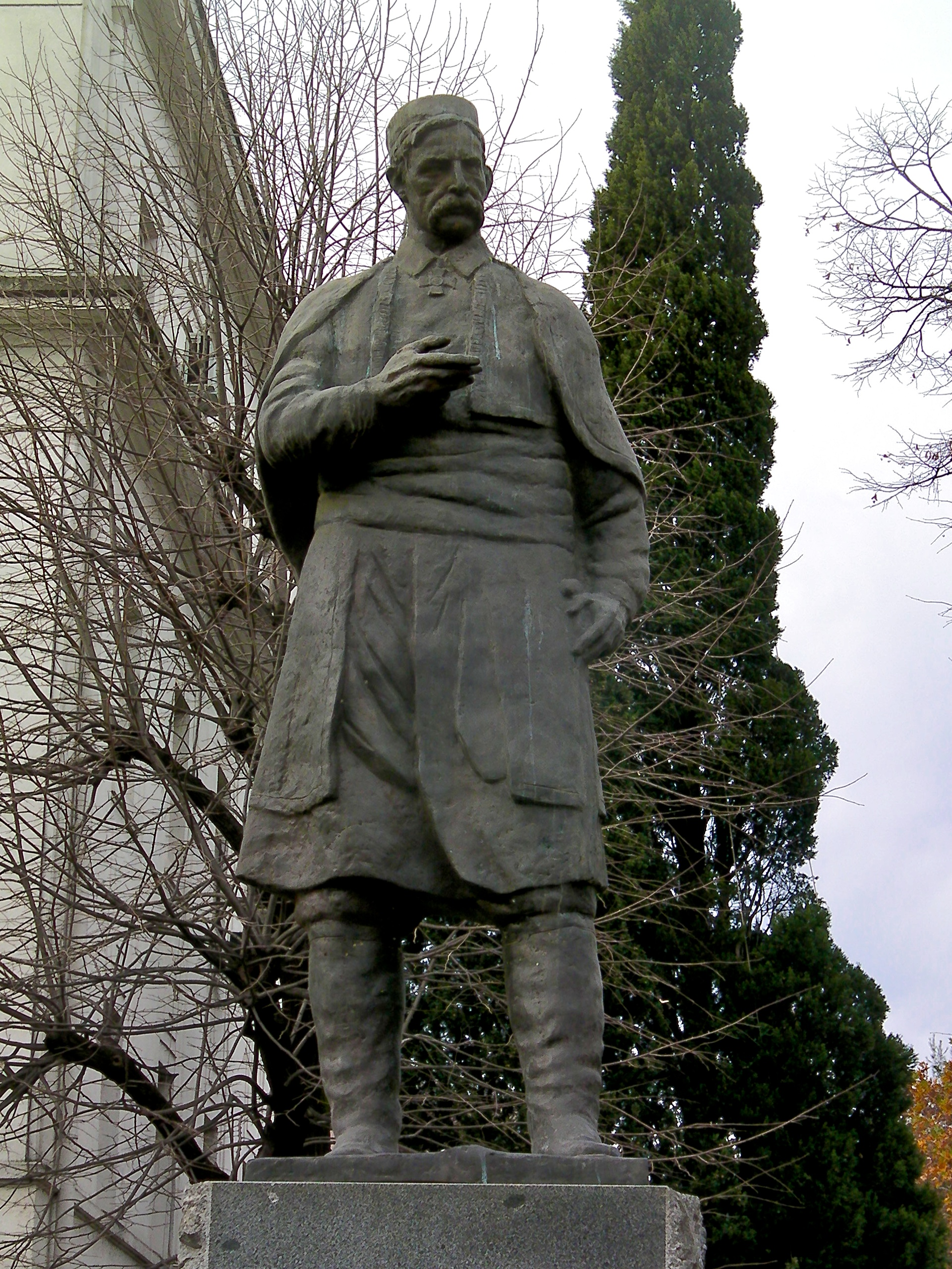
Monument à Marko Miljanov à Podgorica
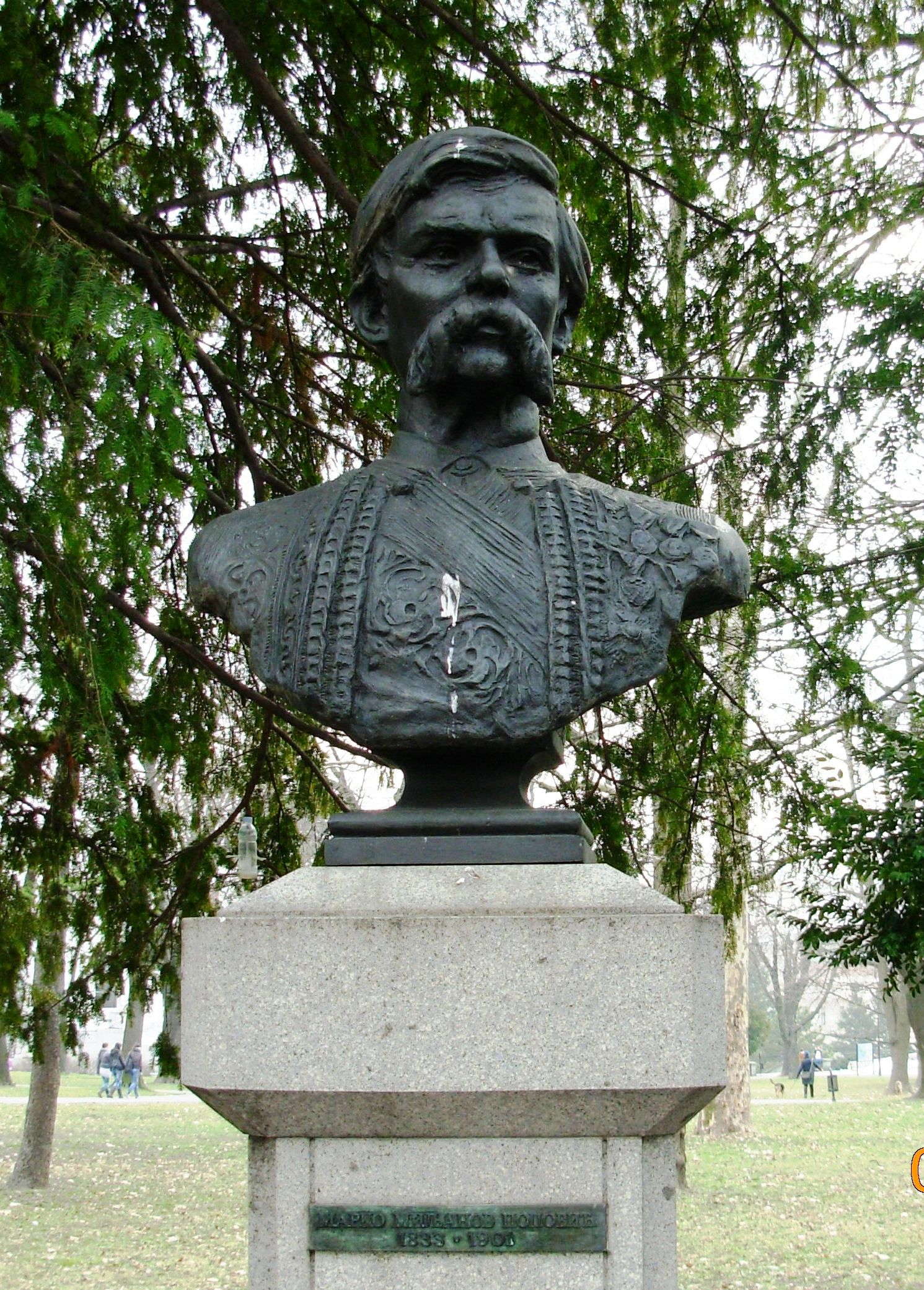
Buste commémoratif de Marko Miljanov à Belgrade, Kalemegdan